# Austrolimnophila croceipennis
Austrolimnophila croceipennis är en tvåvingeart som beskrevs av Alexander 1962. Austrolimnophila croceipennis ingår i släktet Austrolimnophila och familjen småharkrankar. Inga underarter finns listade i Catalogue of Life.